# Vysoké
Vysoké je obec v okrese Žďár nad Sázavou v Kraji Vysočina. Žije zde 199 obyvatel.
Samotná vesnice, jakož i většina jejího katastru leží na Moravě, ale malá okrajová část katastru obce původně náležela ke katastru sousední české vsi Stržanovu, k jejímuž modernímu katastru pro změnu náležejí některé pozemky původně náležející k Vysokému.

## Historie
První písemná zmínka o obci pochází z roku 1407.

### Vznik obce podle kroniky Jindřicha Řezbáře
Ve 13. století v Polné žil feudál, Jan (Janiš, Janeš) z Polné, který neměl potomky a místo toho chtěl postavit klášter jako přímluvu u Pána Boha. Pověřil proto několik osob, které měly projít nepřístupným prostorem vrchoviny a najít místo pro postavení kláštera. Jejich volba padla na místo nedaleko Nížkova, kde by chtěli postavit klášter. Jan z Polné tedy požádal klášter Osek o pomoc řeholníků. Opat Slávek z Oseka poslal mnichy, kteří pět let na tomto místě sloužili Pánubohu. Po těchto pěti letech se ale na klášter přišel podívat na vizitaci opat Slávek  a mnichy odvolal, aniž jakkoliv vysvětlil důvody. Mniši se již do tohoto kláštera nevrátili. Klášter zpustnul, rozpadl se a zanikl.
V Křižanově žil okolo roku 1250 feudál Přibyslav, který zastával významné funkce v českém státě. Jeho manželka Sibyla porodila 5 dětí, jednoho syna a 4 dcery. První syn jménem Petr a první dcera jménem Libuška zakrátko zemřeli a tak nejstarší přeživší dcera Pana Přibyslava se narodila jako třetí, jmenovala se Zdislava, pak čtvrtá Eufémie a pátá Anežka. Pan Přibyslav vystupoval jako rytíř, ale uvnitř připomínal mnicha, jeho celoživotní přání bylo postavit klášter, hromadil proto zlato a stříbro, aby jej mohl za co postavit. Když se dozvěděl o Janu z Polné, tak jej navštívil a uzavřel s ním číši (smlouvu), ve které mu Jan z Polné přenechal bezplatně prales na rozhraní Čech a Moravy, nedaleko od osady Žďár (Saar). Ovšem jeho stáří mu již nedovolovalo klášter postavit. Na smrtelné posteli zavolal si ze Znojma manžela své dcery Eufémie, pana Bočka, který mu slíbil, že klášter postaví. Dostal dost zlata a stříbra, aby se toto mohlo uskutečnit. K daru také patřilo pět osad, Žďár, Jámy, Novošice Hrušovany a Dobrá Voda, dále vinice v Skalici, Načeratice, Pouzdřany a Velké Pavlovice, dále od roku 1253 desátky Kobylí, Velké Pavlovice a Zaječí.
První stavba žďárského kláštera byla na kopci, kde se dnes nachází Starý Dvůr. Po přestěhování osazenstva na místo dnešního Nového Dvora a na místě pozdějšího Bránského rybníka se začal stavět dnešní klášter a se stavbou se pokračovalo ve směru, kde se nachází současný objekt kláštera. Pan Boček se obrátil na klášter Nepomuk o poskytnutí mnichů a bylo mu vyhověno. Původní klášter se stavěl z na místě nejlépe dostupného stavebního materiálu, dřeva. Proto byla na místě dnešní obce Lhotka k zpracování stavebního dřeva postavena pila, byla postavena na místě, které bylo již v té tobě asi využíváno, k pálení dřevěného uhlí lidmi z osady Jámy. Pila potřebovala železné pily a pro nebezpečí ohně byla postavena asi na půl cesty mezi klášterem a pilou na vysoké stráni pilárna. Jedná se o budovu čp. 4 v dnešní obci Vysoké, zde se kovaly pilové listy pro uvedenou pilu. Cesta dřeva z pily vedla kolem pilárny na vysoké stráni až na místo, kde se stavěl klášter.
Při jedné cestě, kdy se zatoulali do pralesa lidé jezdící se dřevem, zjistili, že půda v pralese je velice dobrá a schopná rodit. Nezůstalo to utajeno a klášter vše ověřil a postavil na vysoké stráni usedlost asi dvě stě metrů od pilárny. Původní usedlost, která se nacházela v místě dnešního čp. 1 v obci Vysoké prosperovala a byla zde provozována i krčma, bylo rozhodnuto postavit i osadu. Při stavbě osady bylo v půlkruhu od pilárny, ve stejné vzdálenosti postaveno osm obdélníkových usedlostí a určena rychta. Mezi ně byly postaveny tři další trojúhelníkové. Dále po nějaké době bylo postaveno ještě pět dalších usedlostí. Osadníci: Mycza, Thoma, Stefan, Waczlaw, Mathegek, švec neznámého jména, Maress, Nowak a Swanczyn. Jména uvedených jsou z roku 1780 (dvojité „W“ neznamená cizí názvy, ale v tu dobu se jednoduché „V“ většinou nepsalo). Tato osada dostala roku 1407 jméno Alta willa, což je latinsky „stráň vysoká“. Dále byly postaveny pro několik usedlostí pazderny, kde se sušil len a ty musely být z důvodu bezpečnosti umístěny mimo usedlosti kvůli nebezpečí požáru. Po čase vznikly z pazderen další usedlosti s názvem „dolní konec“ vesnice. Roku 1673 se uvádí Wysokh, roku 1718 Wysoky, roku 1751 Wisoky, roku 1906 Wysoky, též Vysoké, a roku 1924 Vysoké.
Hospodaření na vrchovině bylo náročné, ale lidé si na klášter nestěžovali a ten je nadměrně nezatěžoval. Cesta do míst dnešní Lhotky musela být velice frekventovaná, když se ve Vysokém po celou dobu udržela i krčma. Z toho by se dalo usuzovat, že odtud byla kolonizována další oblast. Je známo, že pan Boček založil osadu východním směrem, jejíž jméno bylo Bočkov, někdy též uváděno Bočekov. Tato osada se rozrůstala a po přejmenování na název Nové Město se z ní stalo významné sídlo.

### Dějiny obce podle urbáře 1483
Vesnice povstala z klášterské kolonizace části získaného pomezního hvozdu. Po prvé se o ní lze dozvědět z urbáře z roku 1407 a pak v urbářích z let 1462 a 1483. Bylo tu tehdy 14 drobných hospodářských celků v úhrnné výměře pouze 3 lánů; společně užívali panskou louku. Po celé 15. století se tu tyto hospodářské celky počtem i velikostí zcela nepatrně změnily; přibývalo jen panských luk, které v roce 1462 užívali osadníci jako dřívější společně, v roce 1483 však byly rozděleny nestejně k užívání jen osmi osadníkům. Lze z toho soudit, že osada vznikala asi současně s Počítkami teprve v 2. polovici 14. stol., ale dříve než sousední klášterské osady na české straně pomalejším způsobem jen zemědělským . O rychtáři se lze dozvědět, že má také jen menší grunt (1,5 prutu) a že je svobodník. Erb a rod jeho zatím není znám; lze se jen domnívat, že to byl rod Vysockých, který se psal jistě po této obci a s jehož členy se v kraji lze shledat. K nim asi patřili i sourozenci Václav, Anna, Mikuláš, Jan a Zikmund, jimž prodal doživotně s povolením Jiřího z Poděbrad 20. září 1446 opat Jan na zotavení zchudlého kláštera rychtářství ve Vysokém s krčmou a 4 pruty role za hotové 2 kopy pražských grošů mor. čísla. V urbáři z roku. 1483 se nachází mezi poddanými již rychtářka se 4 pruty. Roku 1568 koupil Jan Vysocký z panství žďárského zákupní rychtu v Černém za 500 zl.
V městských knihách novoměstských se nachází roku 1554 Bernard z Vysokého jako příbuzný Zikmunda Šitenpergara z Schöntalu, 1594 Štěpán z Vysokého, který má pohledávku za šíny a 1602 Václav z Vysokého s pohledávkou za železo. Všichni byli jistě v nějakém vztahu k rychtě, jakož i rebelant Vavřinec Vysocký, jemuž byla konfiskována nová tvrz v Polničce.

#### Škola
Ve fasi z roku 1750 uvádí se na čís. 17 domkář Ondřej Mach, učitel, což by svědčilo o vyučování před školskými reformami. Při tereziánsko-josefínské školní organizaci byla obec Vysoké přidělena škole ve M. Žďáře a když roku 1816 zřízena excurendo žďárská škola v sousedních Počítkách, přiděleno k ní i Vysoké. Tak to potrvalo až do roku 1890, kdy došlo k stavbě nové školní budovy. Ta postavena o samotě za j. koncem osady Počítek skoro v samé obci, ale již na katastru obce Vysokého. To zavdalo podnět k tuhému sporu obou obcí, který se vedl vlastně jen o pojmenování školy. Rozhodl jej až správní dvůr, který potvrdil název „škola ve Vysokém“. Dne 25. srpna 1890 povoleno rozšířiti od školního roku 1891/2 školu na dvojtřídní a 14. září 1891 povoleno otevření druhé třídy. Pamětní knihu školy založil roku 1880 učitel Fr. Koutník; školní knihovnu založil roku 1889 Fr. Štourač a má dnes 92 svaz. pro učitele a 169 svaz. pro žáky. V roce 1933 byly třídy 2, učitelé 2; školou povinných dětí 82. Rozpočet místní školní rady dělal 3638 Kč. Školní spořitelna byla založena roku 1931.

## Obyvatelstvo
| Rok            | 1869 | 1880 | 1890 | 1900 | 1910 | 1921 | 1930 | 1950 | 1961 | 1970 | 1980 | 1991 | 2001 | 2011 | 2021 |
| -------------- | ---- | ---- | ---- | ---- | ---- | ---- | ---- | ---- | ---- | ---- | ---- | ---- | ---- | ---- | ---- |
| Počet obyvatel | 298  | 265  | 288  | 270  | 283  | 253  | 223  | 197  | 212  | 190  | 190  | 144  | 123  | 145  | 194  |
| Počet domů     | 45   | 44   | 45   | 46   | 46   | 43   | 45   | 43   | 43   | 42   | 44   | 42   | 43   | 46   | 56   |

## Obecní správa
V letech 1961–1980 byla původně samostatná obec součástí Počítek a od 1. července 1980 do 31. prosince 1991 součástí města Žďár nad Sázavou, poté se Vysoké opět osamostatnilo.

### Obecní symboly
Znak a vlajka byly obci uděleny rozhodnutím předsedy Poslanecké sněmovny Parlamentu České republiky dne 29. května 2007.

## Pamětihodnosti
- Kaplička na návsi
- Socha svatého Jana Nepomuckého z r. 1733

## Galerie

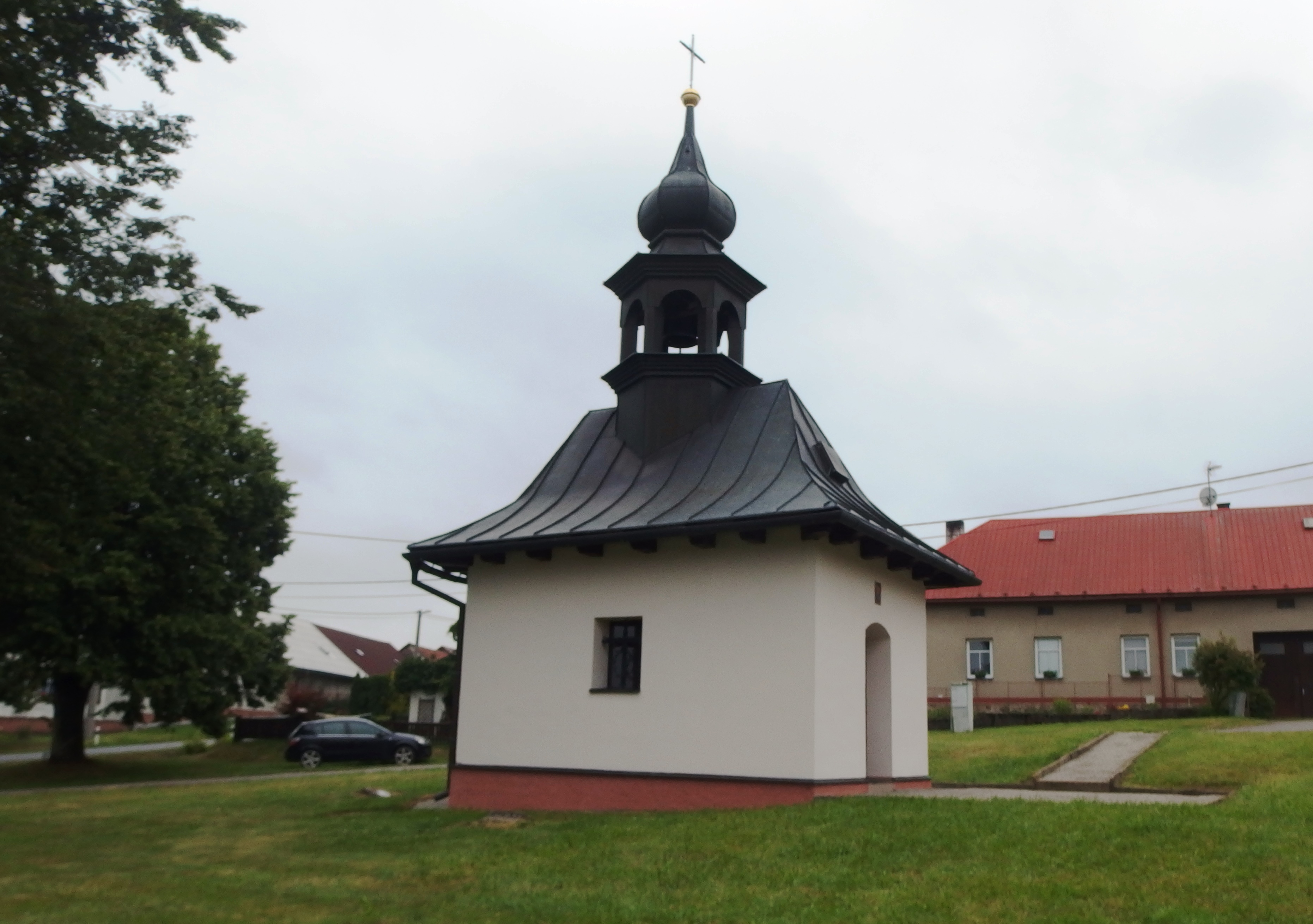
Kaple na návsi
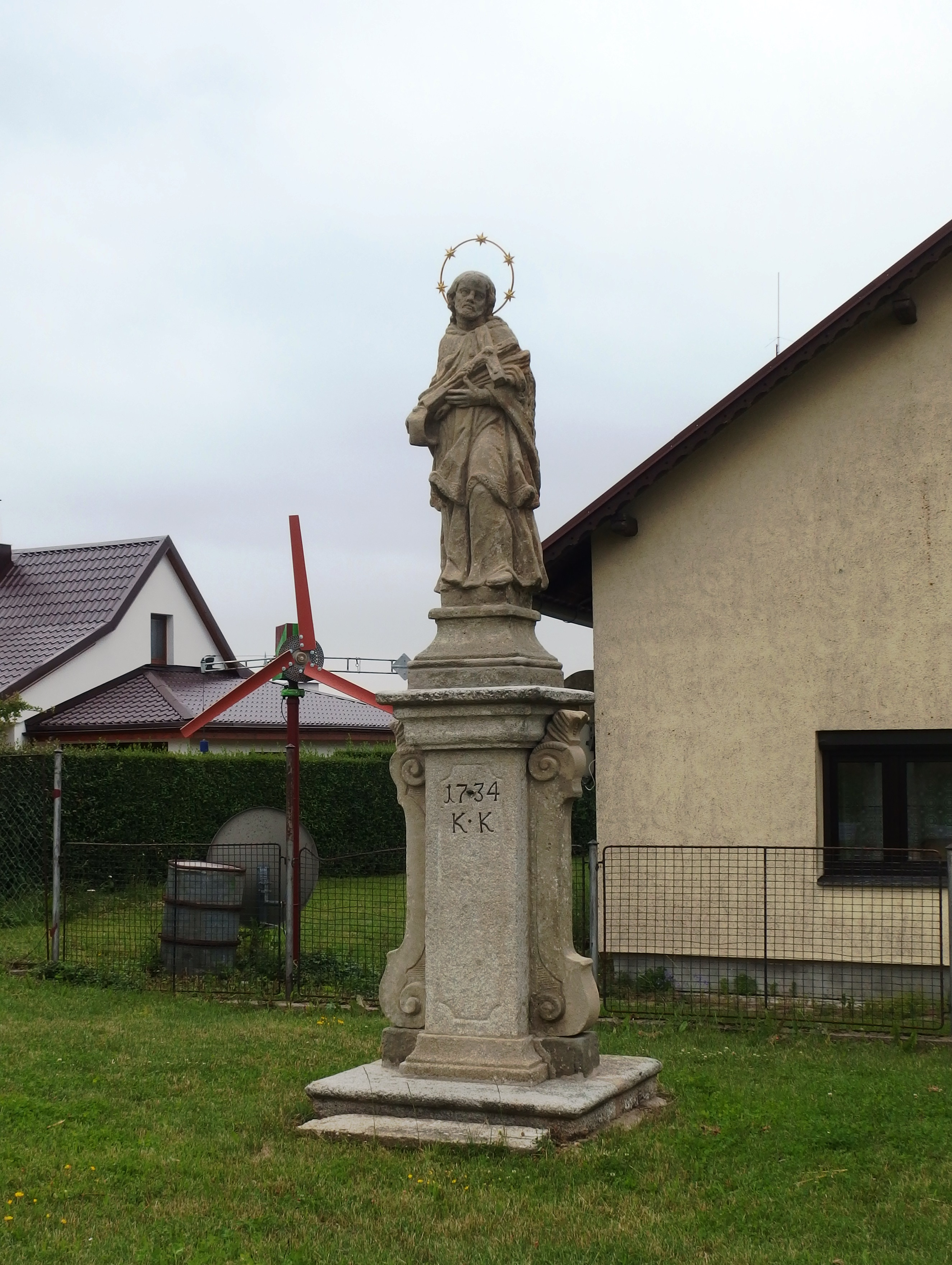
Socha svatého Jana Nepomuckého
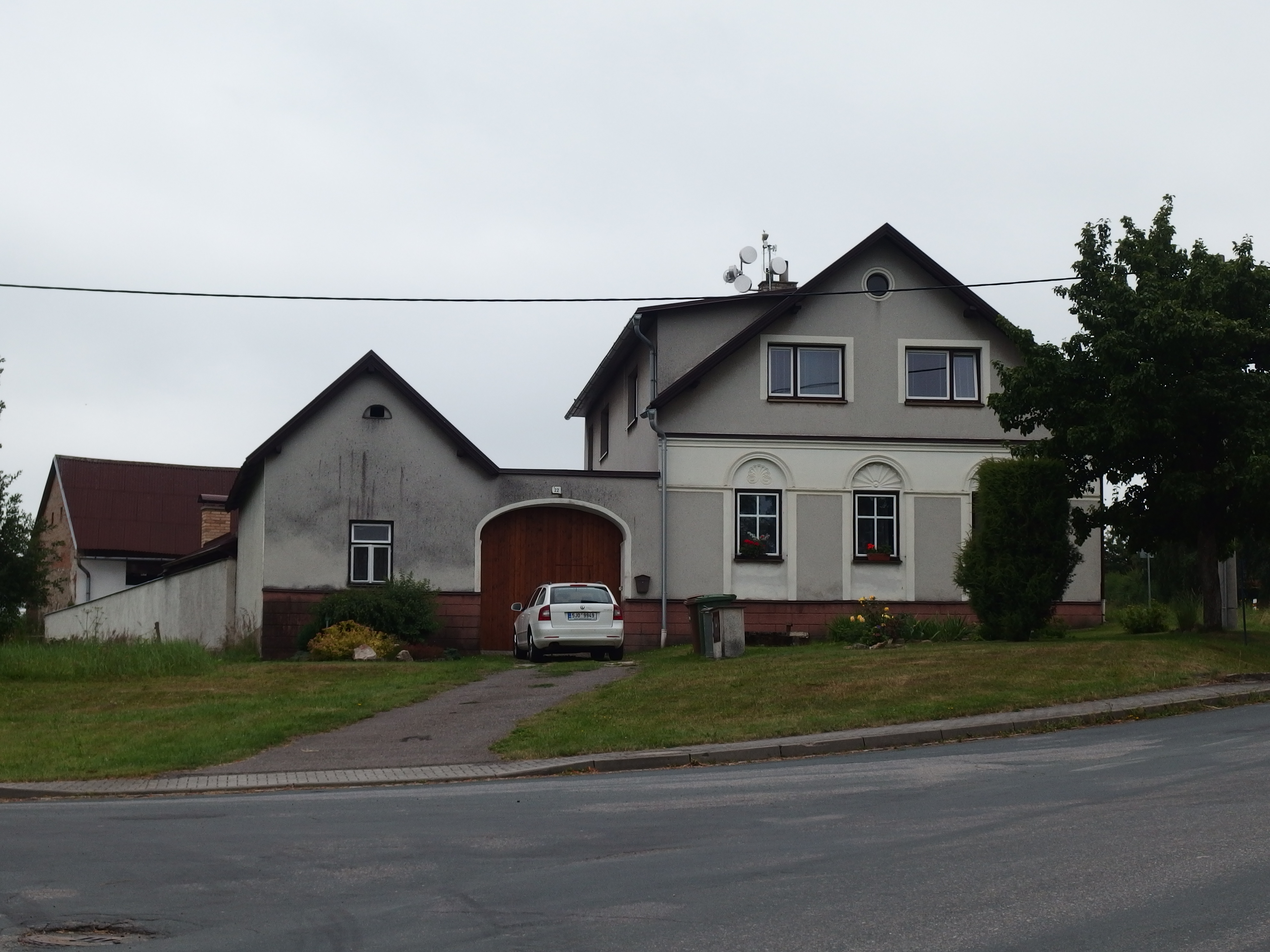
Usedlost č. p. 22
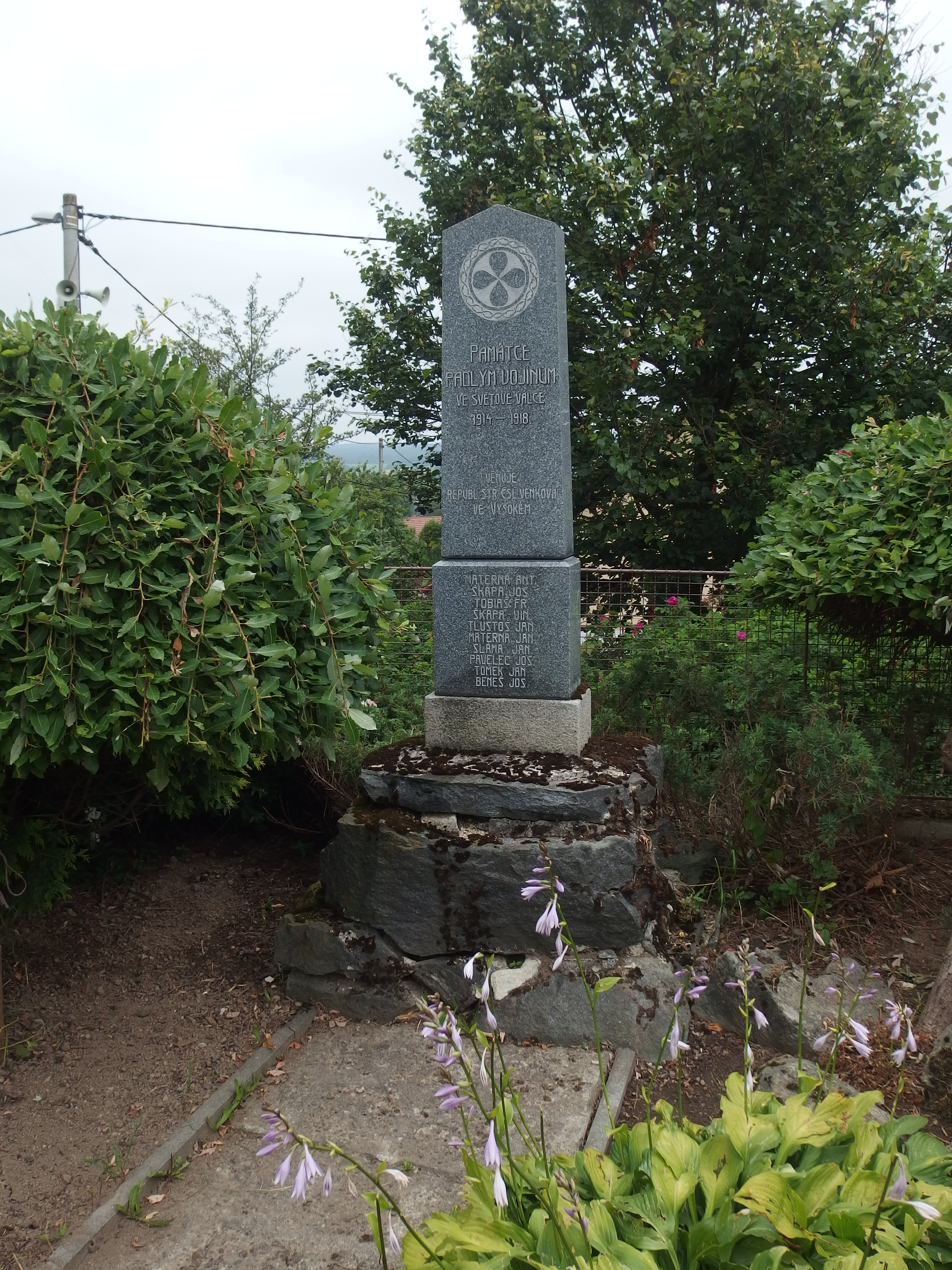
Pomník obětem I. sv. války
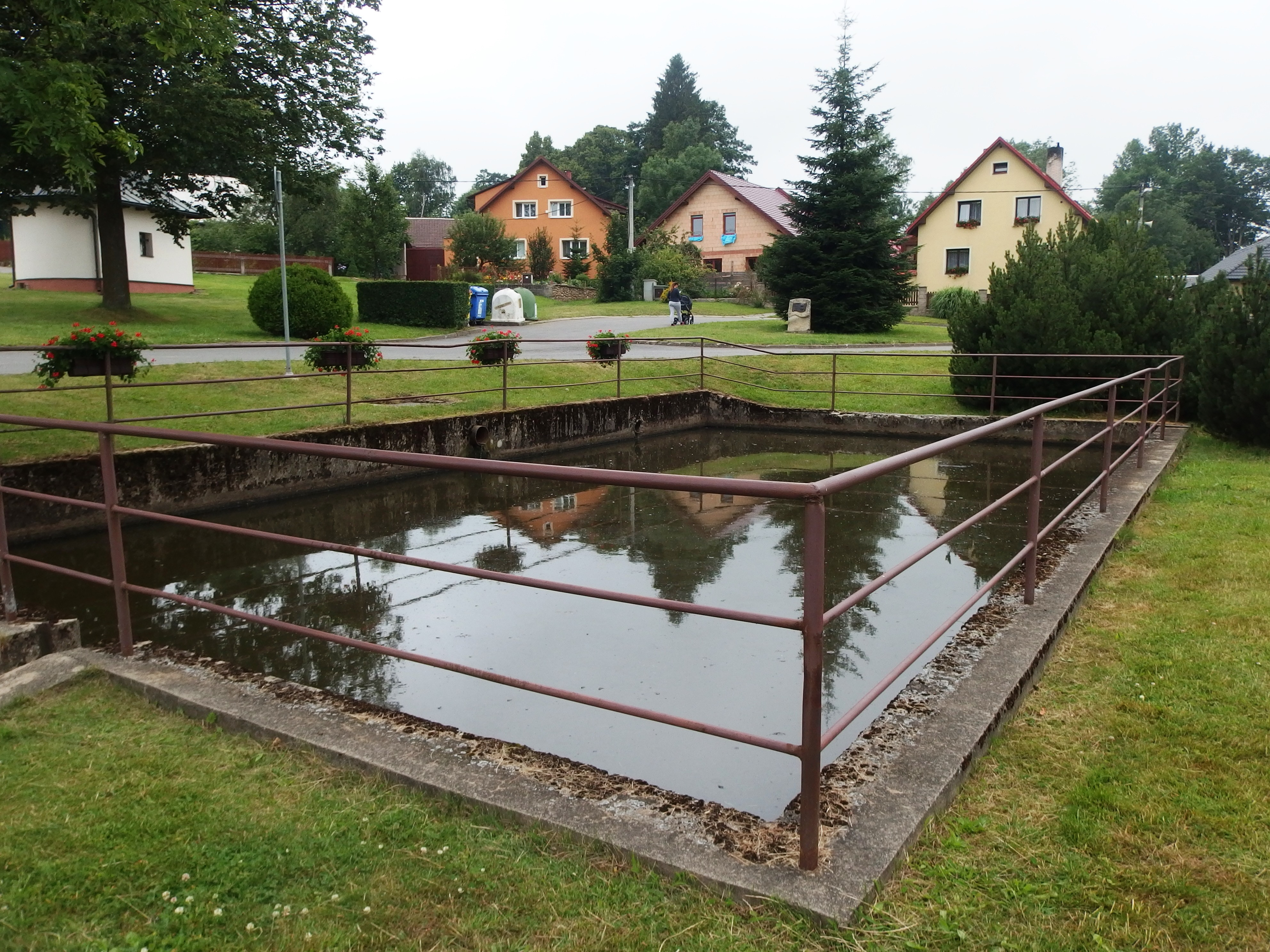
Nádrž na návsi